# Lago Tsunaristba
El lago Tsunaristba (en georgiano: წუნარი; en osetio: Цъунары; en ruso: Цунаристба) es un cuerpo de agua en el distrito de Znaur al suroeste del territorio independiente de facto de Osetia del Sur, que Georgia considera parte de su territorio.
Posee 14 hectáreas de superficie, un largo máximo de 440 metros y la superficie se eleva hasta llegar a unos 895 metros sobre el nivel del mar. Quinientos metros al norte se encuentra el pueblo de Jetagúrovi y medio kilómetro hacia el oeste el de Aune.